# Personer i Sverige födda i Serbien
Till personer i Sverige födda i Serbien räknas personer som är folkbokförda i Sverige och som har sitt ursprung i Serbien. Enligt Statistiska centralbyrån fanns det 2017 i Sverige sammanlagt cirka 12 400 personer födda i Serbien. Serbisk invandring till Sverige har skett under många år, även innan Serbien i sin nuvarande form blev en självständig stat 2006. 

## Serbisk migration till Sverige

### 1951–1991 Arbetskraftinvandring
De första grupperna av serber som immigrerade till Sverige, enstaka individer hade dock kommit tidigare, anlände som flyktingar ifrån SFR Jugoslavien i samband med att Sverige 1951 signerade Genevékonventionen. Den första större vågen av serbisk invandring till Sverige skedde däremot under 1960-talet. Detta i en tid då Sverige var i behov av arbetskraft och 1964 togs visumkravet för jugoslaver bort. Det resulterade i att serber och andra etniska grupper ifrån Jugoslavien (kroater, makedonier, bosnienmuslimer, slovener med flera) immigrerade till Sverige för att söka arbete. Flera svenska företag värvade under denna period arbetare ifrån Jugoslavien och andra sydeuropeiska länder. Ett av dessa företag var SKF i Göteborg, där 42 procent av arbetarna år 1971 utgjordes av arbetskraftsinvandrare varav många var serber. Den serbiska (och jugoslaviska) arbetskraftsinvandringen kom senare att minska under 1970-talet då lågkonjunktur drabbade den svenska ekonomin och behovet av arbetskraft minskade.

### 1991–2000 Flyktinginvandring
I början av 1990-talet började en andra våg av serber anlända till Sverige. Som en följd av upplösningskrigen i Jugoslavien, där många serber etnisk rensades från sina hem i främst Bosnien-Hercegovina och Kroatien sökte man sig nu till Sverige som flyktingar.  Mellan åren 1984 och 2003 rapporterar UNCHR att den enskilt största gruppen av asylsökande till Sverige kom ifrån Jugoslavien, 172 204 personer varav 90 775 ifrån Serbien och Montenegro samt 52 598. Många av dessa flyktingar var serber men även kroater, bosnienmuslimer och albaner återfinns i gruppen.
Framförallt kom denna våg att fly ifrån Kroatien (se Kroatiska självständighetskriget) och Bosnien-Hercegovina (se Bosnienkriget), detta då det var de delar som hårdast drabbades av det jugoslaviska inbördeskriget (se Jugoslaviska krigen). Men i och med Kosovokriget kom en grupp även att fly ifrån vad som då var Serbien och Montenegro, detta efter en ifrån båda sidor omfattande etnisk rensning(än idag är 248 000 kosovoserber och kosovoromer internflyktingar i Serbien). 

Den svenska hanteringen av asylflyktingar från Jugoslavien (framförallt ifrån Bosnien-Hercegovina och Kroatien) kom under några år att bli medialt uppmärksammad. Detta sedan man nekat 5 000 bosnienkroater asyl och hänvisat dem till Kroatien, något som Länderkommittén med flera ansåg vara ett brott mot Daytonavtalet bidra till etnisk rensning då bosnienkroaterna av den nyetablerade kroatiska regimen erbjöds boende i etnisk rensade serbers hem. Den miljöpartistiska riksdagsledamoten Ragnhild Pohanka likväl som vänsterpartisten Ulla Hoffman framförde i riksdagen skriftlig kritik mot detta. Sverige kom sedan att införa tillfälliga uppehållstillstånd för att förbättra situationen och tillfälliga uppehållstillstånd har funnits kvar sedan dess.

### 2000–2015
Även efter att krigen som följde Jugoslaviens uppbrott har många serber fortsatt söka sig till Sverige. Dels på grund av den ekonomiska situationen på Balkan men också som följd av krigens efterverkningar. 2015 fanns både Serbien och Kosovo (de facto självständigt område inom den republiken Serbien) med över de 10 vanligaste ursprungsländerna för asylsökande, och även asylsökande från Bosnien-Hercegovina har fortsatt söka sig till  Sverige.
Migrationsverket har i samband med detta fått stark kritik för hanteringen av serbiska flyktingar ifrån Kosovo. Flertalet serber och romer ifrån Kosovo har utvisats till Republiken Serbien, ett land som de aldrig levt i och som inte existerade vid deras ankomst till Sverige. Ett uppmärksammat fall inträffade 2014 då syskonen Alexa, 10 år och Strahinja, 7 år skulle utvisas till Serbien trots att de var födda i Sverige och deras föräldrar var ifrån Kosovo (som vid flykten 2003 var en del av Serbien och Montenegro). En tidigare utvisning hade stoppats av Europadomstolen men när de återigen hotades med utvisning så startade en stor namninsamling vilket gav problemet med serbiska och romska flyktingar ifrån Kosovo stor medial uppmärksamhet. Utvisningen sköts senare upp och beslutet ska prövas mot en ny lag som trädde i kraft första juli, 2014. Besluten har inte bara kritiserats för att utvisa asylsökande till stater de aldrig har levt i utan även för att det sker trots att det rapporterats om omfattande diskriminering mot minoriteter i området.

## Historisk utveckling

### Födda i Serbien
| Personer i Sverige födda i Serbien 2006–2024 | Personer i Sverige födda i Serbien 2006–2024 | Personer i Sverige födda i Serbien 2006–2024 | Personer i Sverige födda i Serbien 2006–2024 | Personer i Sverige födda i Serbien 2006–2024 |
| --- | -------------------------------------------- | -------------------------------------------- | -------------------------------------------- | -------------------------------------------- |
| |                                              |                                              |                                              |                                              |
| År |                                              |                                              | Folkmängd                                    |                                              |
| 2006 | 2006                                         |                                              | 194                                          |                                              |
| 2007 | 2007                                         |                                              | 1 999                                        |                                              |
| 2008 | 2008                                         |                                              | 3 800                                        |                                              |
| 2009 | 2009                                         |                                              | 4 613                                        |                                              |
| 2010 | 2010                                         |                                              | 5 324                                        |                                              |
| 2011 | 2011                                         |                                              | 6 170                                        |                                              |
| 2012 | 2012                                         |                                              | 7 274                                        |                                              |
| 2013 | 2013                                         |                                              | 8 115                                        |                                              |
| 2014 | 2014                                         |                                              | 9 090                                        |                                              |
| 2015 | 2015                                         |                                              | 10 092                                       |                                              |
| 2016 | 2016                                         |                                              | 11 105                                       |                                              |
| 2017 | 2017                                         |                                              | 12 438                                       |                                              |
| 2018 | 2018                                         |                                              | 13 856                                       |                                              |
| 2019 | 2019                                         |                                              | 15 022                                       |                                              |
| 2020 | 2020                                         |                                              | 15 874                                       |                                              |
| 2021 | 2021                                         |                                              | 16 719                                       |                                              |
| 2022 | 2022                                         |                                              | 17 567                                       |                                              |
| 2023 | 2023                                         |                                              | 17 927                                       |                                              |
| 2024 | 2024                                         |                                              | 17 909                                       |                                              |
| Anm.: Befolkning den 31 december respektive år. Anledningen till att statistiken startar från 2006 är att det var då Serbien blev självständigt från Serbien och Montenegro. Serber som kom innan 2006 räknas in i statistiken för Serbien och Montenegro (se Serber och montenegriner i Sverige). Staten Serbien och Montenegro existerade bara i tre år, mellan februari 2003 och juni 2006. Serber som kom innan 2003 räknas in i statistiken för Jugoslavien (se Jugoslaver i Sverige). |                                              |                                              |                                              |                                              |

## I Sverige

### Kultur
De tidigare arbetskraftsinvandrarna ifrån Jugoslavien har till stor del integrerats in i Sverige och idag utgörs gruppen till stor del av andra- och tredje-generationens invandrare. Överlag så tillhör invandrare ifrån Jugoslavien och deras svenskfödda barn en av de på arbetsmarknaden bäst integrerade grupperna i Sverige. 2011 hade invandrare från Balkan en sysselsättningsgrad på 70% och andelen högskoleutbildade låg på 25%. 

Samtidigt som serber väl har integrerats i Sverige så har man behållit sin kultur och det finns många serbiska kulturföreningar runt om i landet som organiseras under Serbernas Riksförbund (serbiska: Savez Srba u Švedskoj/Сабез срба у Шведској). Förbundet har 25 000 medlemmar och 124 föreningar i Sverige, från Gävle i norr till Malmö i söder. Förbundet har även två underorganisationer i form av Kvinnorganisationen(serbiska: Organizacija Žena Saveza/Организаџија Жена Савеза), vilka har 1 500 medlemmar och som arbetar med kvinnors- och arbetares rättigheter, mångfald och diskrimineringsfrågor, samt Serbiska Ungdomsorganisationen i Serbien(serbiska: Srpska omladinska organizacija u Švedskoj/Српска омладинска организација у Шведској) vilka bedriver och stödjer verksamhet för ungdomar(6–30 år) och årligen arrangerar en kultur- och idrottsfestival vid namn "Omladinski Festival"(svenska: Ungdomens festival).Serbiska riksförbundet verkar för bevarandet av serbisk kultur såväl som för mångfald. År 2015 anordnade man tillsammans med bland annat Ryska riksförbundet, Ukrainska alliansen i Sverige och Sankt Johannes ordenssällskap en slavisk kulturfestival vid namn "Maslenitsa"(en rysk högtid som kan jämföras med den svenska fettisdagen) i Kungsträdgården i Stockholm. Andra medlemsorganisationer i förbundet finns i Stockholm (i bland annat Haninge, Solna, Hägersten, Älvsjö, Hornsgatan), Göteborg (i Surte, Landala, Tingstadsvassen, Kviberg och Ballskär), Malmö. Västerås, Linköping, Eskilstuna, Södertälje, Uppsala, Gävle, Hallstahammar, Motala, Norrköping, Jönköping, Sävsjö, Gislaved, Värnamo, Borås, Lidköping, Skara, Trollhättan, Halmstad, Kristianstad, Helsingborg, Landskrona, Lund och Malmö (i Lugnet och Gröndal/Kulladal).
I Stockholm finns även den kristna orden Sankt Johannes - Sveti Jovan (serbiska: Sveti Jovan/Свети Јован) vars medlemmar till största delen är andra och tredje generationens invandrare som har sina rötter i Serbien men även Makedonien och andra före detta jugoslaviska republiker. Orden är delaktig i kultur-, idrotts- och välgörenhetsarrangemang och delar bland annat ut stipendium till idrottare och unga studenter(av studiestipendierna så går 70 procent till studenter med kunskap i jugoslaviska språk och 30 procent till övriga studenter).

### Idrott
Det finns många svenskserber som presterat väl i idrottssammanhang och många har spelat för Sveriges olika landslag bland annat Robert Kronberg (friidrott), Daniel Majstorovic (fotboll), Dragomir Mrsic (taekwando), Dusan Djuric (fotboll), Alexander Milosevic (fotboll), Stefan Selakovic (fotboll, Dalibor Doder (handboll), Ljubomir Vranjes (handboll) och Daniela Rundqvist (ishockey). 
Det finns även ett antal serbiska idrottsföreningar runt om i landet, den mest kända är Stockholm Eagles som 2013/2013 spelade i Svenska Basketligan. Med det blev de det fjärde "invandrarlaget" att spela i högsta divisionen i någon av Sveriges elitsporter, efter basketklubben Akropol BBK samt Syrianska FC och Assyriska FF vilka båda har spelat i Allsvenskan i fotboll. I Stockholm finns även laget Srbija FF som spelar fotboll i Division 3 Södra Svealand, i Malmö finns basketlaget KSF Srbija som spelar i Basketettan i Malmö finns också det jugoslaviska laget FBK Balkan som fostrat Zlatan Ibrahimović med flera. Överlag är det inte lika vanligt bland svenskserber att starta egna idrottsklubbar som hos andra invandrargrupper så som assyrier/syrianer och bosnienmuslimer.

### Religion

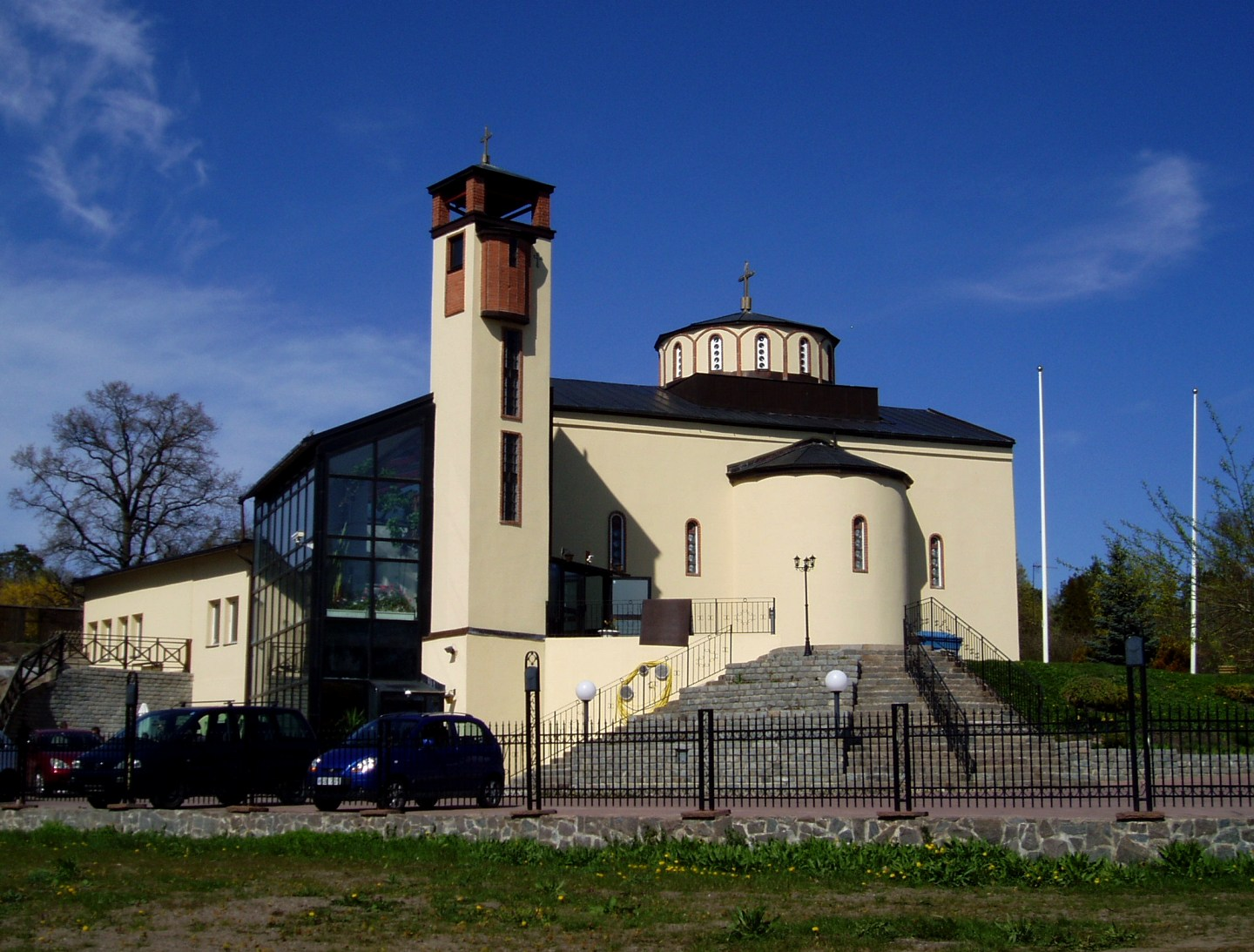
Sankt Sava serbisk-ortodoxa kyrka i Stockholm

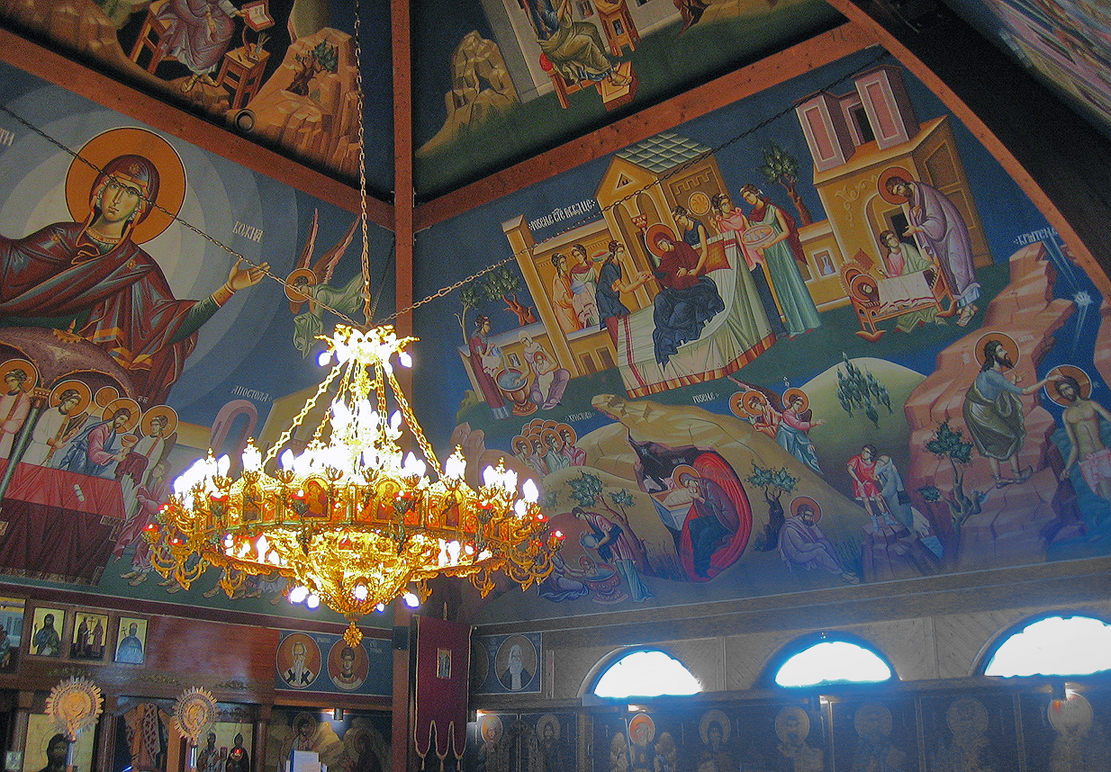
Detaljer av takmålningar i Serbisk-ortodoxa kyrkan i Malmö 2006.

Den serbisk-ortodoxa kyrkan i Sverige har flera församlingar. Stockholm är huvudsätet för biskopen över stiftet, som består av Storbritannien och Skandinavien. De serbisk-ortodoxa församlingarna i Sverige återfinns i städer med en betydande serbisk minoritet, bland annat i: 

#### Stockholm
Sankt Sava serbisk-ortodoxa kyrka

#### Malmö
S:t Kyrill och Methodius kyrkan i Malmö

#### Göteborg
Heliga Stefan Decanski serbisk-ortodoxa kyrka
Heliga Maria Magdalenas Ortodoxa Församling, svenskspråkig

#### Helsingborg
Serbisk-Оrtodoxa Kyrkoförsamlingen Helige Basilius den Store
Utöver kyrkoförsamlingar så finns även ett serbiskt-ortodoxt kloster i Bredared vid namn "Heliga Treenighetens Kloster".